# Pere Vallès i Sucarrats
Pere Vallès i Sucarrats (Abrera, 1887 - Barcelona, 26 de febrero de 1951) fue agricultor y alcalde de Abrera durante el año 1934, y entre 1936 y 1938, durante la Segunda República Española, por Esquerra Republicana de Catalunya.

## Biografía
Pere Vallès nació en Abrera en 1887, hijo de Jaume Vallès y de Lluïsa Sucarrats. Era agricultor y militante de Esquerra Republicana de Catalunya (ERC) por lo menos desde 1932, cuando ya consta como interventor electoral de este partido. Él ya había sido secretario de la Hermandad, asociación de ayuda mutua vinculada al Centro Republicano de Izquierdas de Abrera.

### Alcalde de Abrera
Fue elegido alcalde de Abrera el 14 de enero de 1934 por ERC, con la Lliga en la oposición. Feu destituido después de la Proclamación del Estado Catalán de 1934 y restablecido en el cargo el 7 de junio de 1936, después del triunfo electoral del Frente Popular. En un primer momento, parece que le requisaron la casa que tenía en la calle del Rebato, número 1, entre otras fincas pertenecientes a personas consideradas de derechas o simplemente acomodadas, pero se sabe que el 25 de julio de 1936, como alcalde que era, además fue designado presidente del Comité Local revolucionario. Por decreto de la Generalitat, el Comité se constituyó, después de echar a los dos concejales conservadores, con los partidos del Frente de Izquierdas de Cataluña: 4 de ERC y 2 de la Unió de Rabassaires. A partir del 18 de octubre, la proporción que se impuso fue: 3 de ERC, 3 de la CNT y 1 rabassaire. Y desde el 7 de marzo de 1937: 2 de ERC, 3 de CNT, 2 del PSUC y 1 de UR (3-3-2-1 desde el 5 de junio). Pero las Jornadas de mayo de 1937 provocaron muy mal ambiente en el Ayuntamiento entre los diversos partidos, principalmente entre el PSUC y la CNT, llegando incluso a destituir a Vallès el 25 de octubre, si bien es posible que sin efectos prácticos, ya que cuando el Gobierno de la Generalidad de Cataluña nombró a un comisario para administrar el municipio, el 27 de abril de 1938, este recibió el relevo de manos del propio Vallès y, de hecho, gobernó teniendo al exalcalde de consejero habitual.

### Represaliado
El 24 de enero de 1939 el ejército "nacional" ocupó Abrera, dos días antes que Barcelona, y se supone que el alcalde destituido al día siguiente volvía a ser Pere Vallès. Finalmente, el régimen franquista lo detuvo y le condenó a 20 años de cárcel por "adhesión a la rebelión militar". Además, le fue requisada la casa, que las nuevas autoridades cedieron a las juventudes de la Falange. Toda la violencia que los abrerenses habían podido contener y evitar en 1936, ahora los golpistas la ejercían sin tapujos contra personas que se habían destacado durante la revolución y la guerra y contra cualquiera que fuese denunciado por "desafección". En un primer momento, a Pere Vallès le encerraron en El Cànem, una cárcel provisional del barrio barcelonés del Poblenou, y después quedó internado en la Cárcel Modelo de Barcelona. Aunque existe un informe de buena conducta con el que las autoridades locales pedían su libertad condicional en 1 de agosto de 1941, lo cierto es que Pere Vallès murió en la cárcel el 26 de febrero de 1951 (irónicamente, consta que se le concede la "libertad definitiva" con la nota "devuelto por defunción").
Tenía esposa y un hijo, Jaume.

## Honores
Una calle de la villa de Abrera, en el nuevo barrio de la Purlom, lleva su nombre.